# Markounda
Markounda est une ville de la République centrafricaine, chef-lieu de sous-préfecture de l'Ouham, située sur la frontière nord du pays.

## Géographie
La ville est située sur la rive droite de la rivière Nana Barya qui marque la frontière entre la République centrafricaine et le Tchad.

## Histoire
- 31 juillet 1912, Création de la Subdivision de Fort-Brusseaux dans la Circonscription de la Ouham. Elle existera jusqu’en 1915. Par la suite, Fort-Brusseaux prendra le nom de Markounda.
- 23 décembre 1961, Un poste de contrôle administratif est créé à Markounda dans la sous-préfecture de Bossangoa, préfecture de la Ouham, elle comprend les villages de Nanga et Nana.
- 20 novembre 1964, création de sous-préfecture de Markounda.

## Administration
La sous-préfecture de Markounda est constituée de l'unique commune de Nana-Markounda, elle compte 79 villages et 18 195 habitants recensés en 2003.

### Représentation politique
La sous-préfecture de Markounda constitue une circonscription électorale législative depuis 1993.
| Date d'élection | Identité              | Parti       |
| --------------- | --------------------- | ----------- |
| 1993            | Guy Ningata           | MLPC        |
| 1998            | Guy Ningata           | MLPC        |
| 2005            | Émilie Béatrice Epaye | indépendant |
| 2011            | Émilie Béatrice Epaye | indépendant |
| 2016            | Émilie Béatrice Epaye | indépendant |
| 2021            | Émilie Béatrice Epaye | indépendant |

## Religion
La localité est le siège de la paroisse catholique Saint-Joseph-de-Markounda, elle dépend du diocèse de Bossangoa. Elle compte une communauté religieuse catholique, les Sœurs de Saint-Joseph-de-Turin.